# 1946 (szám)
Az 1946 (római számmal: MCMXLVI) az 1945 és 1947 között található természetes szám.

## A matematikában
A tízes számrendszerbeli 1946-os a kettes számrendszerben 11110011010, a nyolcas számrendszerben 3632, a tizenhatos számrendszerben 79A alakban írható fel.
Az 1946 páros szám, összetett szám, szfenikus szám. Kanonikus alakja 21 · 71 · 1391, normálalakban az 1,946 · 103 szorzattal írható fel. Nyolc osztója van a természetes számok halmazán, ezek növekvő sorrendben: 1, 2, 7, 14, 139, 278, 973 és 1946.
Az 1946 egyetlen szám valódiosztóösszeg-függvényeként áll elő, ez a 2410.